# Gulmarg

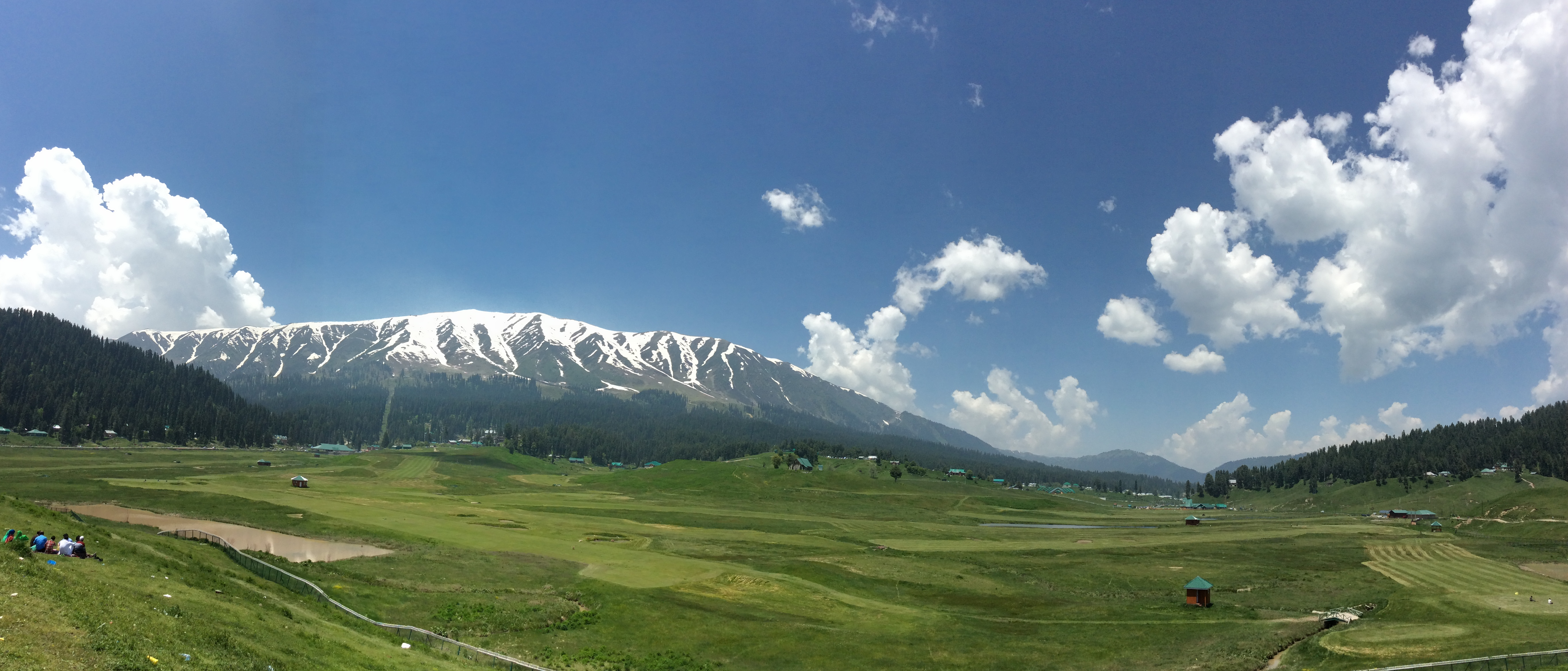
Sommer in Gulmarg

Gulmarg ist ein weites Tal in den Bergen des Vorhimalaya und Namensgeber des in ihm gelegenen Ortes im Distrikt Baramulla von Jammu und Kashmir in Indien. Der Name Gulmarg bedeutet „Blumenwiese“.

## Lage und Klima
Das flache, etwa 3 km lange Wiesental liegt gut 50 km westlich von Srinagar in rund 2700 m Höhe im Pir Panjal, einer Bergkette, die das Kaschmirtal gegen Südwesten abschließt. Der Ort besteht aus einigen Gebäuden, die weit über das Tal verstreut sind, in erster Linie kleinen Hotels, Restaurants, Unterkünften und Berghütten. Es gibt die Gulmarg Gondola, eine 5 km lange Gondelbahn, und zwei Schlepplifte nahe der Talstation, doch nur Touristen und die im Tourismus beschäftigten Personen dürfen über Nacht im Tal bleiben. Da die über das Indusbecken heraufziehenden Tiefdruckgebiete ihre Niederschläge als erstes über der Pir-Panjal-Kette verlieren, sind Schneefälle von bis zu 20 m pro Jahr keine Seltenheit.

## Geschichte
In früheren Zeiten besuchten Hirten mit ihren Schaf- und Ziegenherden das Hochtal. Während der Kolonialzeit diente es als Hill Station für höhere Militärs und Beamte. Nach der Unabhängigkeit geriet es zunächst in Vergessenheit und erfuhr erst seit den 1980er Jahren eine touristische Wiederbelebung.

## Aktivitäten
Gulmarg lebt vom noch in den Anfängen befindlichen Tourismus in den weitgehend unerschlossenen Bergen. Im Sommer können verschiedene Rundwanderungen gemacht werden, im Winter ist freies Skifahren auf meist nicht präparierten und nicht überwachten Abfahrten vom 4200 m hohen Mount Apharwat möglich. Die Skisaison beginnt hier Mitte Dezember und dauert bis Mitte Mai.

## Gulmarg Winterspiele 2020
Die ersten Winterspiele von Khelo India begannen am 7. März in Gulmarg in Jammu und Kashmir. Rund 900 Teilnehmer nahmen an der 5-tägigen Veranstaltung teil. Die Spiele wurden vom Jammu und Kashmir Sports Council in Zusammenarbeit mit dem Ministerium für Jugend und Sport der Union organisiert und bis 11. März im Skigebiet Gulmarg in Nordkaschmir in verschiedenen Sportdisziplinen ausgetragen.

## Persönlichkeiten
- Arif Khan (* 1990), Skirennläufer